# Luke Bullen
Luke Bullen (Norwich, Inglaterra; 9 de febrero de 1973) es un baterista y percusionista inglés. Bullen se juntó con la banda Addict en 1995; firmó con la discográfica V2 Records en 1996. Bullen dejó Addict en 2000 y formó Zanderman con el cantante de Addict, Mark Aston.
En 2001, Bullen se une con Joe Strummer y The Mescaleros para promover el álbum Global A Go-Go.
En el año 2007, durante Navidad, Bullen se comprometió con la cantautora escocesa KT Tunstall y el 6 de septiembre de 2008, los dos contraen matrimonio en la Isla de Skye. Sin embargo, los dos deciden separarse en el año 2012 y finalmente se divorciaron en mayo de 2013.